# Dombóvári István
Dombóvári István (beceneve: Dombi, Cegléd, 1978. április 30. –) magyar humorista. A hazai stand-up comedy műfaj képviselője, a Dumaszínház állandó fellépője.

## Élete
Szülővárosában érettségizett közgazdasági és informatikai szakközépiskolában. A Szegedi Tudományegyetemen művelődésszervező diplomát szerzett. A Pest megyei Jászkarajenőn nőtt fel, 2020 tavaszán költözött vissza feleségével a településre. 2020. augusztus 1-jétől ő tölti be a helyi művelődési ház igazgatói posztját.

## Humoristaként
2005 óta szerepel humoristaként. Fábry Sándor tanácsára csatlakozott a Dumaszínházhoz, ahol azóta állandó fellépő. Mellette rendszeresen hallható az MR1-Kossuth Rádió Kabaréklubjában, valamint szerepel az RTL Klub Showder Klub című műsorában. 2015-ben társműsorvezető volt a Hungary’s Got Talent tehetségkutatóban. 2012-ben péntekenként a szolnoki Aktív Rádió reggeli műsorát vezette, 2013. március 1-jétől szintén péntekenként a Szolnok FM reggeli programjának társműsorvezetője volt.
2013-ban jelent meg Kormos Anettel közösen írt könyve, A nagy roastkönyv.

## Könyvei
- Dombóvári István–Kormos Anett: A nagy roastkönyv; Jaffa, Bp., 2013 ISBN 9786155235986[7]
- Dombóvári István: Pisti vagyok ments ki innen; Jaffa, 2017 ISBN 9789634750062[8]
- Dombóvári István: Félkövér; Jaffa, 2017 ISBN 9786155715136[9]
- Dombóvári István: Netperces novellák; Jaffa, 2019[10]